# Vinny Appice
Vincent Appice (noto come Vinny Appice, scritto anche Vinnie Appice; New York, 13 settembre 1957) è un batterista statunitense di origine italiana che ha militato nelle formazioni di gruppi heavy metal come Dio e Black Sabbath.

## Biografia
Inizia a suonare la batteria a 9 anni, prendendo lezioni dallo stesso insegnante del fratello maggiore, Carmine, meglio noto per essere stato batterista dei Vanilla Fudge ed aver collaborato con Ozzy Osbourne e Tommy Bolin.
Vinny Appice vanta la lunga permanenza nei Dio (gruppo fondato da Ronnie James Dio), e la successiva entrata negli anni ottanta nei Black Sabbath, nonché svariate collaborazioni prestigiose: Tony Iommi (Black Sabbath), Vivian Campbell (Dio), i Lizards, gli Axis (prima esperienza professionale).
In tempi recenti ha fondato il supergruppo 3 Legged Dogg con Jimmy Bain al basso (ex Dio, Wild Horses, Kate Bush e Rainbow), Carlos Cavazo alla chitarra (ex Quiet Riot), Chas West alla voce (ex Bonham e Lynch Mob) e Brian Young alla chitarra (David Lee Roth). Il gruppo ha pubblicato un album, Frozen Summer nell'agosto 2006 per la Perris Records.
Poco dopo gli stessi membri intrapresero assieme il progetto Hollywood Allstarz, una cover band.
Nel 2012 fonda la band Last in Line con i suoi ex compagni nei Dio: Vivian Campbell (chitarra), Jimmy Bain (basso), Claude Schnell (tastiera) e il cantante Andrew Freeman.
Nel 2013 partecipa alla registrazione dell'album "R-Evolution" (pubblicato nel febbraio 2014), con il gruppo italiano Martiria (musiche di Andy Menario e testi di Marco Roberto Capelli).

## Discografia

### Con Rick Derringer
- 1976 – Derringer
- 1977 – Sweet Evil
- 1977 – Derringer Live

### Con gli Axis
- 1978 – It's A Circus World

### Con i Black Sabbath

#### Album studio
- 1981 – Mob Rules
- 1992 – Dehumanizer

#### Live
- 1982 – Live Evil
- 2007 – Live at Hammersmith Odeon

### Con i Dio

#### Album in studio
- 1983 – Holy Diver
- 1984 – The Last in Line
- 1985 – Sacred Heart
- 1987 – Dream Evil
- 1994 – Strange Highways
- 1996 – Angry Machines

#### Live
- 1986 – Intermission
- 1998 – Inferno: Last in Live

### Con i WWIII
- 1990 – World War III

### Con Mark Boals
- 2002 – Edge of the World

### Con i 3 Legged Dogg
- 2006 – Frozen Summer

### Con gli Heaven & Hell
- 2007 – Live from Radio City Music Hall
- 2009 - The Devil You Know

### Con i Kill Devil Hill
- 2012 – Kill Devil Hill

### Con i Martiria
- 2014 – R-Evolution

### Con i Bastian
- 2015 – Among My Giants
- 2017 – Back to the Roots

### Con i Last in Line
- 2016 – Heavy Crown
- 2019 – II